# Juan Bautista Istilart
Juan Bautista Istilart (nacido Jean-Baptiste Istilart; Macaye, Francia 29 de junio de 1867 - Tres Arroyos, 26 de junio de 1934), fue un industrial, filántropo e inventor vasco francés radicado en Tres Arroyos, República Argentina.

## Primeros años
Juan Bautista Istilart era hijo de campesinos, nació el Macaye, una pequeña aldea vasca enclavada en el departamento de los Bajos Pirineos. Cuando apenas contaba con 10 años de edad un familiar lo trajo a la Argentina, específicamente a la ciudad de Dolores, donde se relacionó con las familias de Graciano Etcheverry y Miguel Joaquín Galdós.
En esta ciudad conoció a Félix Mayolas quien pretendía expandir su negocio a lugares que ofrecieran nuevas posibilidades. En medio de la búsqueda de nuevas oportunidades el hombre conoció Tres Arroyos y decidió emplazar aquí un nuevo molino harinero, el cual fue fundado el 22 de marzo de 1890, fue la primera fábrica de esta ciudad. El empresario decidió incorporar como tenedor de libros al joven Juan Bautista, que por entonces tenía 20 años y se había convertido en amigo de Mayolas y su familia.
Una vez radicado en Tres Arroyos, Istilart se dio cuenta de que el trabajo administrativo no era lo que más le interesaba y, como consecuencia de ello, descubrió que su realización como individuo estaba en una actividad ciertamente diferente al ámbito administrativo, esta decisión de dejar el trabajo en el Molino Mayolas no sólo significó un cambió de rubro laboral, también lo convirtió en maquinista de la primera trilladora que ingresó a la ciudad de Tres Arroyos.

## Fábrica Istilart
En 1898 Juan B. Istilart, movido por la pujanza económica de la región y la importante evolución que mostraba la ciudad, emprendió un taller de reparación de trilladoras y máquinas a vapor en un predio ubicado frente a la plaza San Martín de esta ciudad, que era propiedad de Teófilo Gomila.
Su familiaridad con las tareas del campo y su afán por simplificarlas y hacerlas más seguras para los obreros lo impulsaron a desarrollar dos años más tarde su primer invento, el embocador giratorio para trilladoras, una herramienta que facilitaba el traslado de las gavillas de la parva a las bocas de la máquina. El producto, que se empezó a comercializar hacia 1903, se convirtió en todo un éxito, vendiéndose 53 unidades durante su primer año en el mercado y 4500 al cabo de una década.
Durante la Primera Guerra Mundial la industria local se vio beneficiada con un incremento de la producción. Fue precisamente en esa época, más exactamente en 1915, cuando nació el producto más famoso de la marca Istilart: la cocina económica. El mismo industrial aseguraba que las clásicas y todavía vigentes cocinas comenzaron a ser fabricadas para aprovechar los retazos de maquinarias agrícolas que recibía en su taller.
Tras el éxito rotundo que las cocinas tuvieron en el país y fuera de él, la firma Istilart alcanzó renombre internacional, lo cual abrió las puertas a la fabricación de nuevos productos dentro de una línea semejante. Así nacieron las estufas y cocinas a gas de kerosene, en líneas familiar e industrial; cocinas eléctricas, a gas y supergas; calefones, estufas a carbón y leña, calderas, radiadores, máquinas de lavar ropa y artículos sanitarios.
En 1922 Istilart inició la fabricación de molinos de viento, bombas extractoras y otros productos necesarios para aguadas. El crecimiento sostenido de la empresa impulsó el traslado de la misma a un nuevo edificio. Allí se logró incrementar la producción y se comenzaron a fabricar otros productos, como por ejemplo arados mancera, rastras de discos, sembradoras a disco y a vuelo y máquinas zanjadoras.
Siete años más tarde, Juan B. Istilart decidió convertir su firma en una Sociedad Anónima, que se constituyó con el aporte mayoritario de su propio creador y la participación de algunos de sus empleados.
Cuando comenzaron a superarse los efectos nefastos del Crack del 29, la fábrica duplicó su producción, tomó nuevos empleados y creó nuevos productos.
Después de su muerte, su lugar fue ocupado por un hombre nacido en Dolores en 1898: Juan Soumoulou, quien ingresó como empleado de la fábrica en 1915, se convirtió en gerente de la misma en 1922 y en vicepresidente del directorio y gerente general en 1930.
En 1935 Juan B. Istilart Ltda. adquirió nuevos equipos de trabajo que le posibilitaron modernizar algunos de sus productos. Es en ese tiempo cuando surgen las cocinas y estufas esmaltadas.
La vida de Juan Bautista Istilart formó parte de un documental producido por docentes universitarios franceses sobre la emigración vasca a América. Un artículo publicado por el periódico tresarroyense "El Periodista" en Internet sirvió de disparador para la iniciativa, y trajo hasta Tres Arroyos a los investigadores.
Con un nivel de producción notoriamente menor al de sus mejores años, la firma Istilart todavía sigue en pie en la ciudad de Tres Arroyos.

## Inventos
Su primer invento fue el embocador giratorio para trilladoras, más tarde llegaron otras invenciones: el acarreador, el tubo emparvador, máquinas para sulfatar trigo, el clasificador de semillas, los rodillos desterronadores y pulverizadores, emparvadores de malacate, rodillos destructores de cardos, discos de rastras, sierras para leña, carros chacareros y varias herramientas más.

## Fundación de Instituciones
Juan Bautista Istilart fue benefactor y fundador de una gran cantidad de instituciones que actualmente son motores en la vida de la ciudad. Istilart fue fundador de la Previsión Cooperativa de Seguros, de la Chacra Experimental de Barrow, del Banco Comercial de Tres Arroyos, de la Liga de Industria y Comercio (hoy Cámara Económica), de la Cooperativa Eléctrica Limitada de Tres Arroyos; donó el edificio de la Avenida Moreno donde funciona la Biblioteca Pública Sarmiento, entidad con la cual además contribuyó durante toda su vida; fue responsable de la construcción del edificio del Hospital Pirovano; donó los terrenos que ocupa el club Club Atlético Huracán, entidad de la que fue consejero y benefactor en innumerables ocasiones; se encargó de la construcción del edificio del Ejército de Salvación, sitio donde funcionó el Hogar de Niños El Amanecer; actuó como vicepresidente de la Comisión Pro Escuela de Artes y Oficios, actualmente Escuela de Educación Técnica N.º 1; fue directivo de la Sociedad Filantrópica Francesa; colaboró permanentemente con la Sociedad Damas de Beneficencia; apoyó fervientemente al desarrollo de la Escuela N.º 5, la cual lleva su nombre; y su casa se convirtió en el Club Municipal.

## Fallecimiento del "Cerebro de Tres Arroyos"
El industrial vasco francés tenía 66 años y todavía se encontraba en plena actividad.
Durante el velatorio de sus restos, que se realizó en el palacio municipal, sus familiares recibieron innumerables muestras de condolencias por parte de diversas personalidades políticas, empresarias, eclesiásticas y de una inmensa cantidad de entidades y empresas.
Los medios periodísticos locales y una enorme cantidad de diarios y publicaciones del resto del país destacaron en sus páginas la tremenda pérdida que significó su muerte. En el acto de sepelio pronunciaron emotivos discursos autoridades locales y representantes de las entidades que Istilart había fundado y otras instituciones en las que había sido un ferviente benefactor.